# 马胡阿凯拉甘杰
马胡阿凯拉甘杰（Mahua Kheraganj），是印度北阿坎德邦Udham Singh Nagar县的一个城镇。总人口8859（2001年）。

## 人口
该地2001年总人口8859人，其中男性4699人，女性4160人；0—6岁人口1831人，其中男955人，女876人；识字率43.00%，其中男性为54.44%，女性为30.07%。